# 佐藤俊之 (能楽師)
佐藤 俊之（さとう としゆき、1960年（昭和35年） - ）は、京都府木津川市在住の日本の金春流シテ方能楽師。

## 略歴
- 1960年（昭和35年） - 山形県鶴岡市に生れる。
- 1979年（昭和54年） - 山形県立鶴岡南高等学校卒業
- 早稲田大学第一文学部卒業
  - 同大学在学中に金春会入会。本田光洋、吉場廣明に師事。
  - 卒業後、金春晃實に師事、住み込みの内弟子として修行。
- 1994年（平成6年） - 独立する。
- 『海人』で初シテを勤める。
- 『獅子』『乱』『翁』『道成寺』を披く。
- 2014年（平成26年） 重要無形文化財（総合指定）認定

## 主な能演歴
- 2001年（平成13年）10月2日 - 「道成寺」宝生能楽堂（歌舞伎チャンネル放映）

## 参考資料
- 佐藤俊之師　略歴 - ウェイバックマシン（2002年10月21日アーカイブ分）
- 関西鶴翔同窓会
- 重要無形文化財の指定及び保持者の認定について